# لايلي لارسون
لايلي لارسون هو سياسي أمريكي، ولد في 25 مارس 1959 في سان أنطونيو في الولايات المتحدة. نشط حزبياً في الحزب الجمهوري. وقد انتخب عضو مجلس نواب تكساس ‏.

## وصلات خارجية
- الموقع الرسمي